# Minna Canth
Minna Canth (född Ulrika Wilhelmina Johnson), 19 mars 1844 i Tammerfors, död 12 maj 1897 i Kuopio var en finländsk författare. Hon lyfte fram arbetares och kvinnors situation i sina dramer, och kallas ofta för den finska feminismens moder. Canths födelsedag är flaggdag i Finland, vilket också är den officiella dagen för jämställdhet.

## Biografi
Minna Canths far hette Gustaf Wilhelm Johnson och föddes 1816 i Messuby. Enligt kyrkoböcker hade han själv tagit namnet Johnson. Modern föddes 1811 i Kangasala och hette Ulrika Archelin. Canth var den äldsta av tre syskon (hon hade en äldre bror som dog vid födseln). Minna Canth, som även kallades Mina Johnson, sägs ha varit fadern Gustafs ögonsten. Fadern Gustaf var svag för alkohol, vilket man tror att Minna Canth försiktigt har skildrat i novellromanen Hanna. Canth har stått sin mor väldigt nära, vilket man även kan se i hennes dikter. Man kan inte hitta ett enda förhållande mellan en fader och en dotter som inte är kärleksfullt eller fientligt i hennes dikter. Minna Canth var djupt religiös, vilket hon ärvt av sin mor och stärktes av hennes ena lärarinna, Maria Charlotta Hydén.
Hon var ett begåvat barn och gick först i Finlaysons bomullsfabriks skola, sedan i Kuopios bästa flickskola. Canths familj var finskspråkig, men i skolan talades det svenska.
Minna Canth bodde de första åtta åren av sitt liv i Tammerfors. När hon var nio år flyttade familjen till Kuopio. I Kuopio arbetade Minna Canth i familjens garnbutik samtidigt som hon gick i skola. I butiken lärde hon sig bland annat huvudräkning, varukunskap och människokännedom. År 1857 bildades ett statsläroverk för flickor där Minna Canth sedan började.
1863 flyttade Canth till Jyväskylä och började studera till lärare vid Jyväskylä seminarium, där hon började använda förnamnet Minna. Hon avbröt dock sina studier efter två år, då hon gifte sig med Johan Ferdinand Canth. Det ansågs inte passande då för en gift kvinna att studera. Minna Canths man Johan Ferdinand Canth var filosofie magister och lektor i naturvetenskaper. Han beskrivs som en trumpen och allvarlig herre, och även folkskygg på grund av fattigdom i ungdomsåren. Man kan utläsa ur hennes dramer och noveller att de hade en del konflikter på grund av åldersskillnaden på nio år, och på grund av känslor och temperament, men att deras barn utjämnade dessa konflikter. Paret fick sju barn.
1874 började Canth skriva för tidningen Keski-Suomi. Hon skrev ibland under pseudonymen Wilja, och ibland hjälpte hon anonymt sin man, som också jobbade för tidningen. Canth var därmed den första finskspråkiga kvinnliga journalisten. Det pågick ett par år, men efter att Minna Canth skrivit en radikal artikel om nykterism fick både hon och hennes man sluta skriva för tidningen (vars ägare också ägde ett bränneri).
1877 började paret istället skriva för tidningen Päijänne. Där skrev Minna Canth under pseudonymerna Teppo och M.C. eller anonymt. I Päijänne publicerades också hennes första skönlitterära berättelser 1878.
13 juli 1878 dog hennes man Ferdinand Canth i hjärninflammation och Minna Canth blev änka med sju barn. Hon sålde familjens hus och flyttade tillbaka till barndomshemmet i Kuopio, där hon tog över faderns garnbutik. Hon hade vid den tiden gjort sig känd som en skarpsinnig skribent, och fortsatte arbeta som journalist vid sidan av garnbutiken.
Vid den här tiden började hon också skriva skönlitteratur. Hennes hem i Kuopio blev en samlingsplats för unga intellektuella och konstnärer. Canth anställde Heikki Kauppinen som butiksbiträde för att kunna handleda honom som författare.  
Hon var också en del av Kuopios kvinnointelligens, en feministisk grupp som fick riksdagen att ta upp frågan om kvinnors rösträtt.
Minna Canth dog den 12 maj 1897 av en hjärtattack. Hon är begravd i Kuopio. 

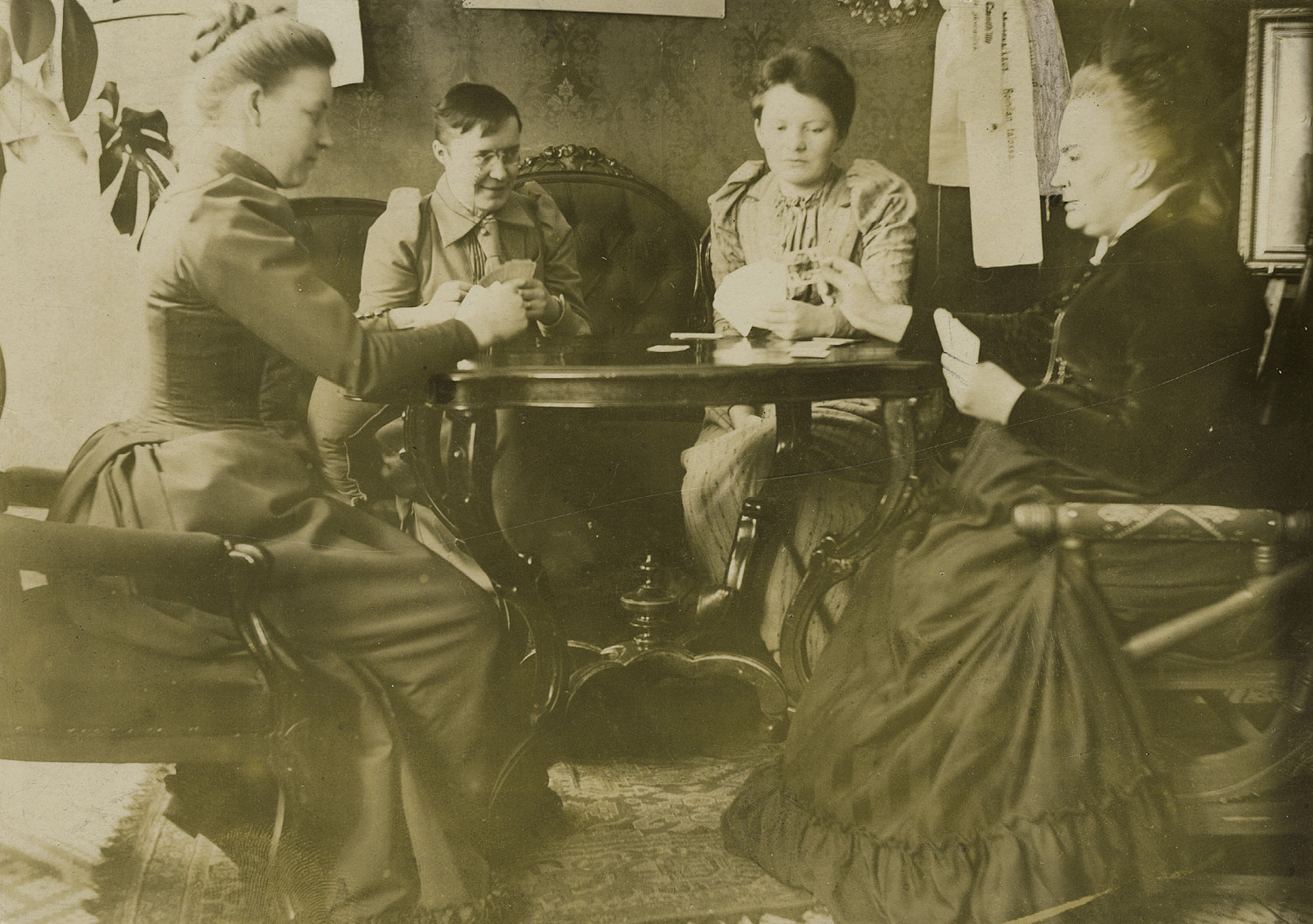
Kortspel i Minna Canths berömda salong i Kuopio. Från vänster: Hanna Levander, Alma Tervo, Maiju och Minna Canth.

## Författarskap
Canth gav ut tio teaterpjäser, sju noveller, berättelser, tidningsartiklar och över åttio artiklar, tal och föredrag som publicerades i olika tidningar och tidskrifter. Mer än femhundra privatbrev har publicerats.
I sina texter behandlade hon nykterhet, kvinnofrågor, religionsfrihet, det finska språkets ställning, socialism och sexualmoral.
Hemmo var Minna Canths första skönlitterära novell. Den publicerades i tidningen Päijänne i december 1877 som ett exempel på noveller som kommer att publiceras i tidningen framöver. Hemmo är inspirerad av Runebergs död ett och ett halvt år tidigare.
Minna Canths utveckling som berättare hade skett via översättningar, efterbildningar och bearbetningar. Hon blev dramatiker efter att ha sett pjäsen Marianne och Syrsan på Finska teatern i Jyväskylä år 1878. Egentligen ville hon själv stå på scen, men eftersom hon var ensam med sju barn hade hon inte tid för det. Det var Robert Kiljander som föreslog att hon skulle skriva istället. Hennes första drama var Inbrottsstölden och år 1882 ägde premiären rum på finska teatern. Inbrottsstölden blev en succé och den spelades hela åtta gånger på Finska teatern. Pjäsen gick även på svenska senare.

### Arbetarens hustru
Hennes mest kända verk är pjäsen Työmiehen vaimo (Arbetarens hustru) från 1885. Det var det första finska skådespel som hade fattiga arbetare i huvudrollerna. Huvudpersonen Johanna gifter sig med alkoholisten Risto som slösar bort hennes pengar. Hon är hjälplös eftersom lagen är på mannens sida. När familjen är ruinerad lämnar Risto sin hustru och återvänder till sin före detta flickvän, zigenerskan Kerttu, som kallas för Homsantuu (slampa). Han ruinerar också henne och lämnar henne i sticket. Efteråt – Johanna har dött av sorg – vill Risto gifta sig med hennes väninna Vappu, som tackar nej. En rasande Kerttu hotar Risto med pistol, men polisen häktar henne innan hon hinner skjuta. Risto och hans vän Toppo går till krogen. Pjäsens urpremiär blev en skandal, men ett par månader senare antog riksdagen en ny lag som bestämde Om boskillnad inom äktenskap. 

### Sylvi
Dramat Sylvi, som är det enda Minna Canth skrev på svenska, fick en bejublad premiär på Svenska teatern i Helsingfors (1893). Dramat sattes våren 2014 upp på Göteborgs stadsteater i regi av Jenny Andreasson. Dramat sägs vara baserat på en riktig händelse som Minna Canth läst om i en tidning. Minna Canth ville med denna pjäs visa att kvinnor börjar bli trötta på att inte få vara fria och att det finns äktenskap med dessa problem. Då Canth skrev Sylvi visste hon att den var något som kommer att stå ut från andra pjäser.
Sylvi handlar om en 18-årig flicka som är gift med sin förmyndare Aksel. Eftersom Aksel arbetar hela tiden och Sylvi känner sig ensam bestämmer de sig för att bjuda hem Sylvis barndomskompis Viktor Hoving. Viktor kommer på besök och de har kul tillsammans. Viktor har även en syster som heter Alma. De bestämmer sig för att gå på dans på kvällen. På dansen dansar Sylvi bara med Viktor. De är bara med varandra hela kvällen tills Alma ber Viktor att sluta vara med bara henne för att andra tycker det är konstigt. Nästa dag kommer Alma hem till Sylvi och talar om vad som hände dagen innan. Även Viktor kommer. Senare på dagen förgiftar Sylvi sin man och han dör. Sylvi blir skickad till fängelset. Viktor kommer även och hälsar på. Han berättar att han har förlovat sig med en av Sylvis vänner. Den eviga kampen om att få Viktor tar slut.
Karaktären Sylvi beskrivs som modig och kraftfull. Eftersom Minna Canth själv kände sig fri kunde man även se det i Sylvi. Bipersonerna i dramat Sylvi skildras som normala och förståndiga medan Sylvi är övermänniskan. Sylvi tecknas som löjlig. Sylvi skrevs ursprungligen på svenska eftersom Minna Canth tyckte att Sylvi var svenskspråkig.
Työmiehen vaimo och romanerna Köyhää kansaa (Fattigt folk) och Hanna översattes till svenska.

## Minna Canth som feminist
Minna Canth skriver i Naiskysymyksestä vielä sananen att kvinnorna inte fick vara med och planera samhället på något sätt. De fick bara se på. Minna Canth säger att det är männens fel att samhället blivit så dåligt och inte Guds, som biskop Johansson säger. Männen skyllde på Gud då de gjorde något dåligt eller dumt. De ansåg att det var Gud som styrde dem. De religiösa männen hade flera fruar. De visade det öppet. Männen våldtog även kvinnor. De styrande männen ansåg att det var Guds fel att kvinnorna var underordnade och inte männens. Minna Canth talar om att kvinnor kanske inte har en själ och hur mycket lättare det skulle vara om man skulle komma fram till att de inte har det. Då kan kvinnorna inte kräva att få makt eftersom en kvinna utan själ inte kan bestämma något. Canth vill att kvinnorna ska bli mer självständiga. Även om hon skyllde på män var hon lika sträng mot överklassens kvinnor som inte gjorde något eftersom de själva hade det bra.
Eftersom Minna Canths man Ferdinand Canth var redaktör på tidningarna Päijänne och Keski-Suomi på 1870-talet, kunde Minna Canth skriva noveller, hon kunde skriva om samhälleliga problem som alkoholism och om ämnen som handlar om kvinnors rättigheter i dessa tidningar.
I tidningen Valvoja (1884) skrev Minna Canth två långa artiklar. I den ena artikeln skriver hon om kvinnoideal. Hon anser att det är fel att kvinnor på den tiden inte får hålla på med sport eller friluftsliv. De ska sitta inne, vilket gör flickorna svaga. Hon anser att de uppgifter som kvinnor lär sig i fruntimmerskolan och efter skolan är opraktiska. De lär sig till exempel brodera och spela piano. I den andra artikeln formulerar Minna Canth sina reformförslag för år 1874. De är att även flickor ska få fysisk fostran och att de ska få lära sig naturvetenskap. I tidningen Keski-Suomi hade hon tidigare skrivit att hon vill att kvinnor ska få sexualundervisning och undervisning i hushållslära, hygien och huslig ekonomi. Hon ville också att universiteten skulle vara öppna för kvinnor och att yrken som garanterar en tryggad utkomst även ska vara tillgängliga för kvinnor.
Minna Canths vän Lucina Hagman skrev en biografi om Minna. Den belyser Minna Canth arbete ur en kvinnlig synvinkel. Minna Canth beskrivs som en kämpe för ett nytt samhälle, men även som skönlitterär författare. Författare Hilja Vilkemaa anser att Minna Canths kvinnofråga var den viktigaste, men att hon även tog upp till exempel ekonomifrågor. Synen på Minna Canth har ändrats under 1900-talet och man har märkt mer och mer av hennes arbete. Först på 1950-talet har bilden av henne som författare blivit bredare och hennes psykologiska arbete märkts. Hon beskrivs som kämpe för realismen, kämpe för samhället, socialist och som radikalismens moder. I slutet av 1900-talet var det ett gäng författare som skrev böcker om Minna Canth som visar att hon var en betydelsefull kvinna. En del av dem går djupare in på Minna Canth som feminist. Sinikka Tuohimaa menar att de manliga kritikerna har lyft fram att Canth har fått hjälp med sina verk och att hon inte gjort allt själv, vilket har skapat ringaktning av henne som kvinnlig författare.
I Kuopio fanns en kvinnoorganisation där Minna Canth och hennes vänner ville visa att om en kvinna ska bli självständig måste hon ha utbildning  och möjlighet att få vara i arbetslivet. Unga kvinnokämpar såg Minna Canth som en idol och kvinnor såg Minna Canth främst som en författare som skrev om kvinnor.

## Eftermäle
Den 19 mars firas Minna Canth-dagen, jämlikhetens dag. Den 19 mars är sedan 2003 också allmän flaggdag i Finland.
I Minna Canths park i Kuopio står en staty över Minna Canth av Emil Halonen, rest 1937. Statyn pryds av tradition med en krona av blommor varje år på Mina Canth-dagen den 19 mars.
Canth står som staty i Tammerfors (rest 1951 av skulptören Lauri Leppänen).
I kyrkparken i Jyväskylä står en staty i brons och röd marmor av en ung Canth, skapad 1962 av skulptören Pauli Koskisen.
Finlands Akademi inrättade år 1999 en Minna Canth-professur i kvinnovetenskap.
Minnan salonki ("Minnas salong") innehåller brev och foton från Canths liv (på finska).

## Galleri

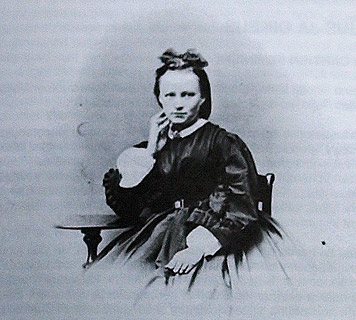
Minna Canth vid ca 13-16 års ålder
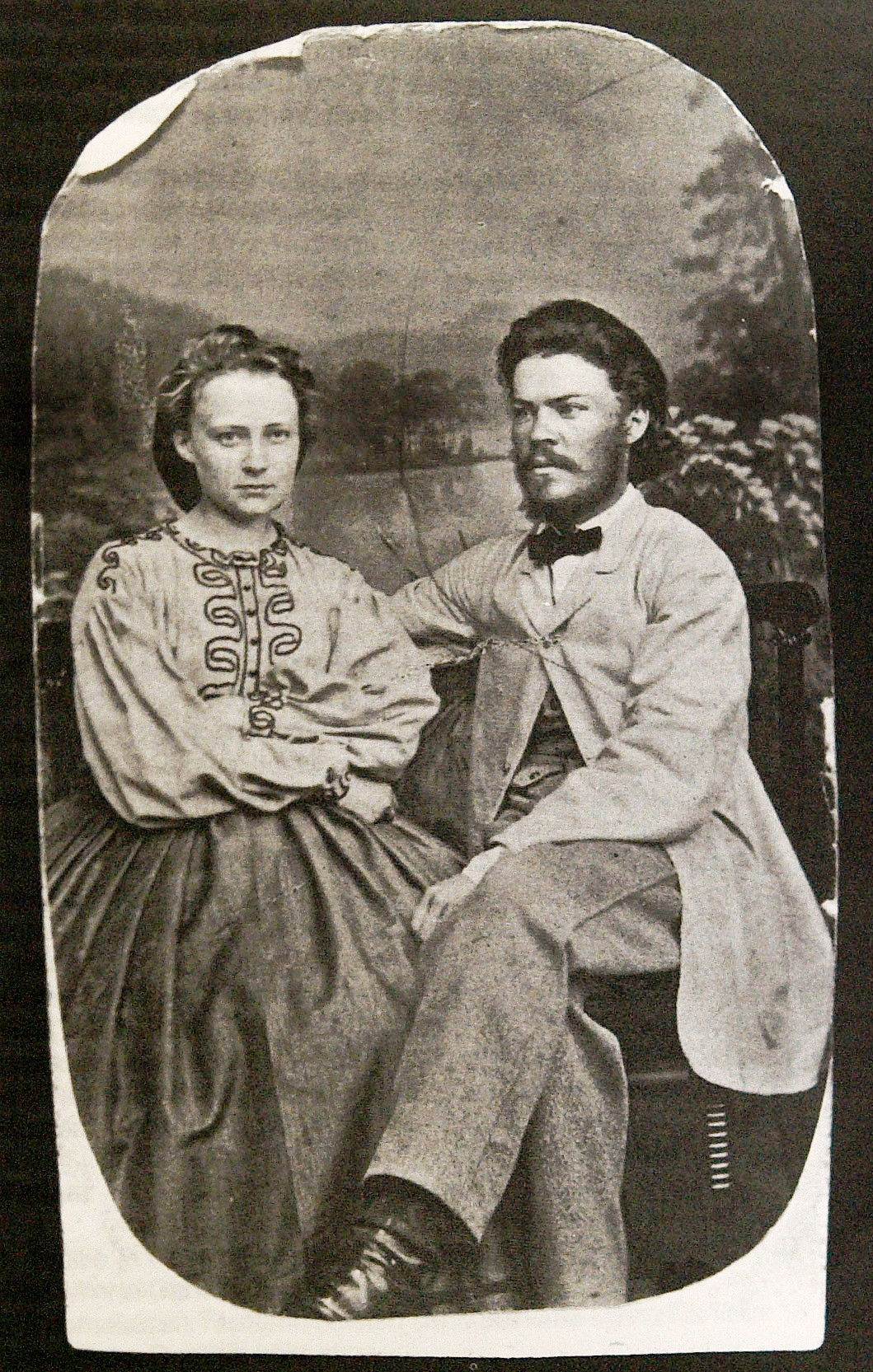
Minna och Johan Ferdinand Canth i Jyväskylä, där de levde fram tills Johan Ferdinands död.
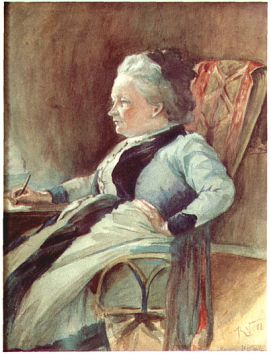
Canth som 47-åring, målad av Kaarlo Vuori 1891
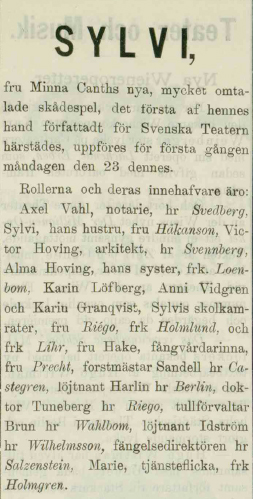
Notis om Sylvi i Program-bladet. Tidning för Helsingfors teatrar och konserter den 20 januari 1893.
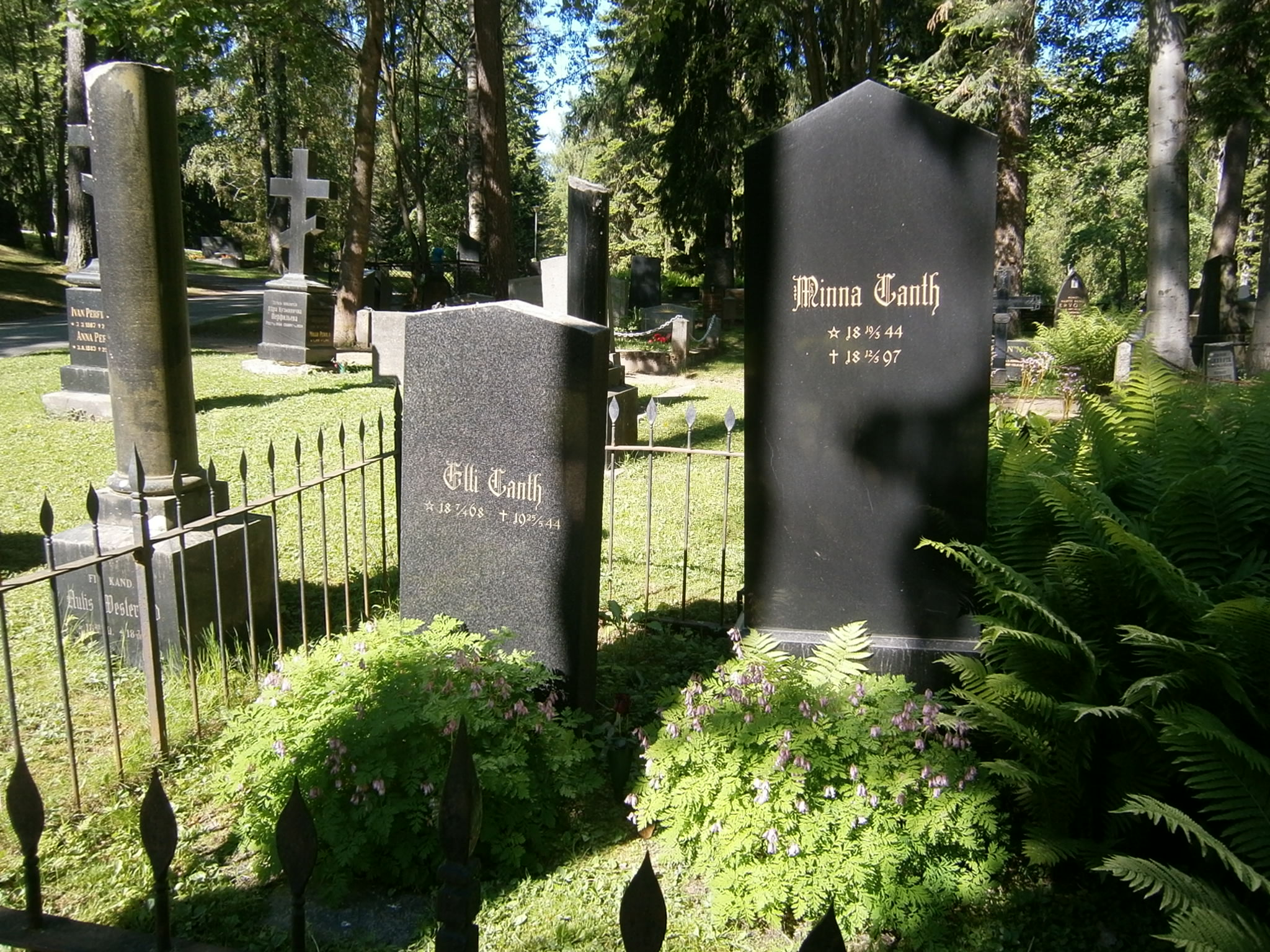
Minna Canths grav i Kuopio.